# Liste der indischen Botschafter in Spanien

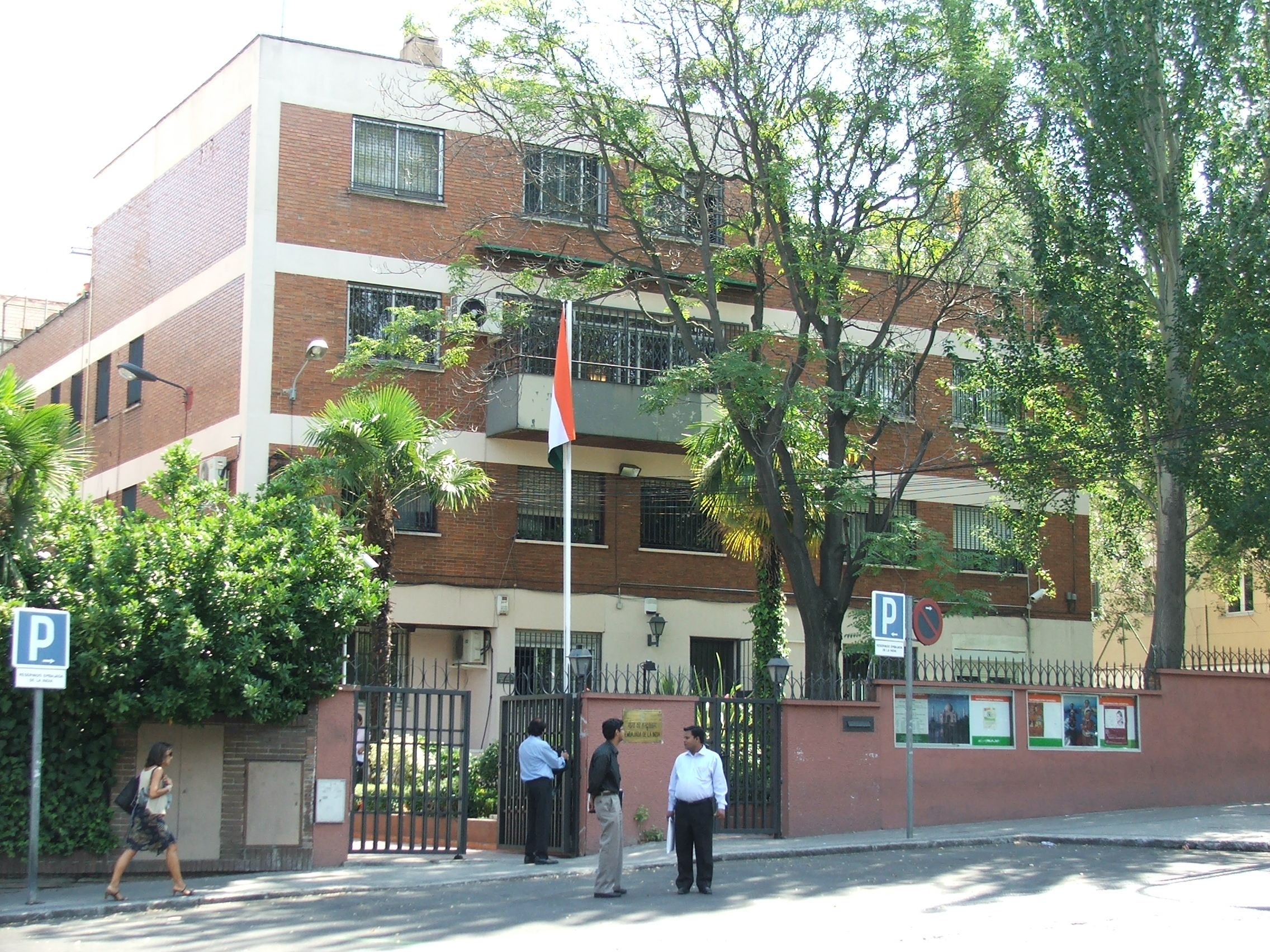
Die indische Botschaft befindet sich in der Avenida Pio XII, 30-32 in Madrid.

Der indische Botschafter in Madrid ist regelmäßig auch in Andorra akkreditiert.
| Ernannt / Akkreditiert | Leiter der Mission                 | Bemerkungen | ernannt von             | während der Regierung von    | Posten verlassen |
| ---------------------- | ---------------------------------- | --- | ----------------------- | ---------------------------- | ---------------- |
| 1963                   | Aravinda Ramachandra Deo           | Geschäftsträger | Jawaharlal Nehru        | Francisco Franco             |                  |
| 5. Nov. 1965           | Sawai Man Singh II                 | [ 1 ] | Lal Bahadur Shastri     | Francisco Franco             |                  |
| Mai 1972               | Narendra Singh                     | | Indira Gandhi           | Francisco Franco             |                  |
| Dez. 1974              | Vallillaih Madhathil Madhavan Nair | | Indira Gandhi           | Francisco Franco             |                  |
| Nov. 1977              | Gunwantsingh Jaswantsingh Malik    | | Morarji Desai           | Adolfo Suárez                |                  |
| Nov. 1981              | Indu Prakash Singh                 | 4. Februar 1976 Erster indischer Botschafter in Ndjamena, 1. Dezember 2001 – 17. August 2002: Botschafter in Katmandu. | Indira Gandhi           | Leopoldo Calvo-Sotelo        |                  |
| Juli 1985              | Krishna Dayal Sharma               | (* 6. September 1931 in Pratapgarh (Uttar Pradesh)) Sohn von P. D. Sharma                                              | Rajiv Gandhi            | Felipe González              |                  |
| Okt. 1989              | Manorama Bhalla                    | Smt. | Vishwanath Pratap Singh | Felipe González              |                  |
| März 1993              | Gnoudrup Dorji Atuk                | 1988: High Commission of India, Maseru, resident in Maputo.                                                            | P. V. Narasimha Rao     | Felipe González              |                  |
| Jan. 1998              | Ranjit Gupta                       | | Atal Bihari Vajpayee    | José María Aznar             |                  |
| Feb. 2000              | Dilip Lahiri                       | | Atal Bihari Vajpayee    | José María Aznar             |                  |
| Juli 2004              | Pradeep Kumar Singh                | | Manmohan Singh          | José Luis Rodríguez Zapatero |                  |
| Juni 2005              | Suryakanthi Tripathi               | Smt. | Manmohan Singh          | José Luis Rodríguez Zapatero |                  |
| Nov. 2007              | Sujata Mehta                       | Botschafterin | Manmohan Singh          | José Luis Rodríguez Zapatero |                  |
| Sep. 2011              | Sunil Lal                          | | Manmohan Singh          | José Luis Rodríguez Zapatero |                  |